# Musima
Musima (нем. Musikinstrumentenbau Markneukirchen VEB («музима») — музыкальные инструменты из Маркнойкирхена) — широко известное название гитар высокого качества, производимых в Восточной Германии (ГДР) в 1952—1991? годах.
Компания Musima была создана в 1952 году по инициативе германского правительства на базе существовавших мелких, частных мастерских, выпускавших разнообразные музыкальные инструменты: ERoma, CA Götz, Wenzel Rossmeisl.
В 1970-е годы в её состав вошли предприятия «Migma», «Framus» и «Herrnsdorf». Продукция компании экспортировалась в 53 страны мира, в капиталистические страны через фирму DEMUSA GmbH.

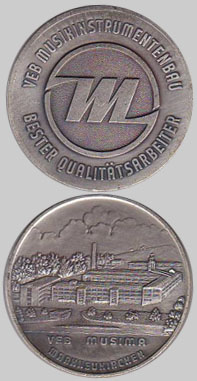

После объединения Германии рентабельность предприятия упала и, несмотря на реорганизацию (и сокращение персонала до 30 человек), в 2004 году оно было признано банкротом и окончательно закрыта после более чем 50 лет существования.
Широко известны и популярны во всем мире были разнообразные модели гитар MUSIMA разных лет: бас-гитары, ритм- и соло-гитары.
Гитары были оснащены звукоснимателями немецких фирм «SIMETO» (аббревиатура от немецкого Signal, Meß,Tongeräte — аудиоустройство измерения сигнала).
Многие известные рок-группы, оркестры, ансамбли и особенно популярные в СССР ВИА («Искатели», «Песняры») в разное время использовали в работе гитары и другие музыкальные инструменты, изготовленные мастерами предприятия MUSIMA.

## Модели
- 1655 HV
- Record
- Solist
- Primus
- Semiacoustic 1657
- Spezial
- Ambassador
- Atlas
- Harmonie
- Perloid
- Eterna
- Elgita
- Lead Star

Бас
- Bass 1655 HB
- Bass 1657 B
- De Luxe 25 B
- Bass V/2
- Action Bass (копия Fender Precision Bass)
- De Luxe B